# Кунцевич Софія Адамівна
Софі́я Ада́мівна Кунце́вич (біл. Сафія Адамаўна Кунцэвіч; 28 серпня 1922 — 9 травня 2012) — радянський медик часів Другої світової війни, нагороджена медаллю імені Флоренс Найтінгейл (1981).

## Життєпис
Народилась в селі Воронівщина, нині Копильського району Мінської області Білорусі.
Закінчила курси вчителів російської мови і літератури при Мінському педагогічному інституті імені Максима Горького, вчителювала у Вілейській НСШ.
З початком німецько-радянської війни евакуювалась в Україну. У липні 1941 року добровільно йде на фронт, де стає медичною сестрою 978-го стрілецького полку 261-ї стрілецької дивізії. Бойове хрещення прийняла 19 липня на Вінничині. У грудні того ж року отримала важке поранення, лікувалась у шпиталі. З квітня 1942 року — знову на фронті, командир санітарного взводу 2-го стрілецького батальйону 119-го гвардійського стрілецького полку 40-ї гвардійської стрілецької дивізії.
Всього за роки війни надала медичну допомогу і винесла з поля бою 147 поранених бійців з їх особистою зброєю.
Демобілізована у березні 1946 року. У 1951 році закінчила бібліотечний факультет Мінського державного педагогічного інституту імені Максима Горького. З 1951 по 1958 роки працювала завідувачкою відділу комплектування бібліотеки Академії наук БРСР. У 1958—1961 роках — директорка Республіканської медичної бібліотеки. З жовтня 1961 по вересень 1963 року — старший бібліограф Інституту травматології і ортопедії МОЗ БРСР. З 1963 по 1988 роки — директорка бібліотеки Білоруського технологічного інституту.
Мешкала у Мінську, де й померла. Похована на кладовищі агромістечка Петришки Мінського району.

## Нагороди
У 1981 році удостоєна почесної нагороди Міжнародного комітету Червоного Хреста — медаллю імені Флоренс Найтінгейл.
Нагороджена орденами Червоного Прапора (30.09.1942), Вітчизняної війни 1-го ступеня (11.03.1985), Червоної Зірки (13.05.1944) і медалями.